# 通化市
通化市（つうか-し）は、中華人民共和国吉林省西南部に位置する地級市で集安市も含んでいる。1985年通化地区所署から省轄市に昇格した。国家歴史文化名城である。
なお、1945年8月9日から18日まで当時の満洲国の臨時首都だった。

## 地理
東南部は鴨緑江を境として朝鮮民主主義人民共和国慈江道、西南部は遼寧省、北部は吉林省遼源市、吉林市、白山市と接する。市域は長白山系に属する山岳及び丘陵地帯を主とする地形であり、南に鴨緑江、北に渾江が流れる。

## 歴史
満洲と朝鮮を結ぶ鉄道の要所であり、1945年にはソ連軍を食い止めるべく関東軍が集結した。1946年の通化事件では多くの日本人が犠牲となった。
1954年、通化専区が設置され旧遼東省管轄の通化、柳河、海竜、輝南、靖宇、撫松、長白、臨江、輯安の9県を管轄した。1970年に通化地区と改称した。
1985年の行政改革では通化地区を廃止、県級市の通化市（1958年に省直轄より移管）を地級市に昇格させ通化県、集安県（1965年に輯安より改称）を管轄、渾江市も地級市に昇格し撫松、靖宇の両県及び長白朝鮮族自治県を管轄、海竜県も地級市の梅河口市に改編され輝南及び柳河の両県を管轄した。しかし同年末には梅河口市は県級市に降格、通化市に編入されている。

## 行政区域
2市轄区・2県級市・3県を管轄する。
- 市轄区：東昌区・二道江区
- 県級市：集安市・梅河口市
- 県：通化県・柳河県・輝南県

| 通化市の地図                                                        |
| ------------------------------------------------------------------- |
| 東昌区 二道江区 通化県 （通化県飛地） 輝南県 柳河県 梅河口市 集安市 |

### 年表
この節の出典

#### 遼東省通化市
- 1949年10月1日 - 中華人民共和国遼東省通化市が発足。(1市)
- 1954年6月21日 - 遼東省の分割により、吉林省通化専区に編入。

#### 遼東省通化専区
- 1949年10月1日 - 中華人民共和国遼東省通化専区が成立。通化県・柳河県・東豊県・西豊県・西安県・海竜県・輝南県・靖宇県・撫松県・臨江県・長白県・輯安県が発足。(12県)
- 1950年4月21日 - 東豊県・西豊県・西安県が省直轄県級行政区となる。(9県)
- 1952年 - 通化県・柳河県・海竜県・輝南県・靖宇県・撫松県・臨江県・長白県・輯安県が省直轄県級行政区となり、通化専区廃止。

#### 吉林省通化地区
- 1954年6月21日 - 遼東省通化市、通化県・海竜県・臨江県・輯安県・長白県・撫松県・靖宇県・柳河県・輝南県を編入。吉林省通化専区が成立。通化市が県級市に降格。(1市9県)
- 1956年7月3日 - 東豊県を編入。(1市10県)
- 1958年5月29日 - 長白県が自治県に移行し、長白朝鮮族自治県となる。(1市9県1自治県)
- 1958年10月23日 - 東豊県が四平専区に編入。(1市8県1自治県)
- 1960年1月7日 (2市6県1自治県)
  - 臨江県が市制施行し、渾江市となる。
  - 通化県が通化市に編入。
- 1962年6月1日 - 通化市の一部が分立し、通化県が発足。(2市7県1自治県)
- 1965年1月20日 - 輯安県が集安県に改称。(2市7県1自治県)
- 1971年2月4日 - 通化専区が通化地区に改称。(2市7県1自治県)
- 1985年2月4日 
  - 通化市が地級市の通化市に昇格。
  - 渾江市が地級市の渾江市に昇格。
  - 海竜県が市制施行し、地級市の梅河口市に昇格。
  - 通化県・集安県が通化市に編入。
  - 撫松県・靖宇県・長白朝鮮族自治県が渾江市に編入。
  - 柳河県・輝南県が梅河口市に編入。

#### 吉林省通化市
- 1985年2月4日 - 通化地区通化市が地級市の通化市に昇格。(1市2県)
  - 通化地区通化県・集安県を編入。
- 1985年12月19日 - 梅河口市梅河区・海竜区・柳河県・輝南県を編入。(2市4県)
  - 梅河区・海竜区が合併し、梅河口市が発足。
- 1986年9月8日 - 東昌区・二道江区を設置。(2区1市4県)
- 1988年3月16日 - 集安県が市制施行し、集安市となる。(2区2市3県)

#### 梅河口市
- 1985年2月4日 - 通化地区海竜県が地級市の梅河口市に昇格。(1市2県)
  - 通化地区柳河県・輝南県を編入。
- 1985年8月30日 - 梅河区・海竜区を設置。(2区2県)
- 1985年12月19日 - 梅河区・海竜区・柳河県・輝南県が通化市に編入。

## 交通

### 航空
- 通化三源浦空港（中国語版）

### 鉄道
- 中国国家鉄路集団
  - 瀋白旅客専用線（中国語版）（建設中）
  - 梅集線
  - 瀋吉線
  - 四梅線
  - 鴨大線（中国語版）
  - 通灌線（中国語版）

### 道路
- 高速道路
  -  鶴大高速道路
  -  集双高速道路（中国語版）
  -  瀋吉高速道路
  -  本集高速道路（中国語版）
  -  長長高速道路（中国語版）
  -  通南高速道路（中国語版）
  -  輝臨高速道路
- 国道
  -  G201国道
  -  G202国道
  -  G230国道
  -  G303国道
  -  G331国道
  -  G504国道（中国語版）
  -  G506国道（中国語版）

## 経済
豊富な森林資源のほかに、朝鮮人参などの漢方薬材も特産品とされ、漢方薬材の取引をする製薬関連企業が多数活動している。また通化産のワインは中国最高級とされる。近くに種々の鉱山があり、それを利用した各種工業が盛んで、特に「満州国」時代から紡績、製糸業も行われて、重工業も通化鋼鉄集団などの工場がある。通化広域市内の集安市では、観光業が盛んである。

## 軍事
中国人民解放軍第二砲兵部隊のミサイル基地があり、日本へ向けて数十発のDF21弾道ミサイルが配備されているとされる。

## 教育

### 小学
- 通化市東風小学
- 通化市第一実験小学
- 通化市第二実験小学
- 通化市朝鮮族小学
- 通化市沿江小学

### 中学
- 通化市第二中学
- 通化市第五中学
- 通化市第十三中学
- 通化市実験中学
- 通化市朝鮮族中学

### 高校
- 通化市第一中学
- 通化鋼鉄有限責任公司第一中学
- 靖宇中学

### 大学
- 通化師範学院

## 文化と観光
- 世界遺産・高句麗前期の都城と古墳 (通化市は集安市を含むので)
- 玉皇山公園 (通化玉皇閣を含む)